# Louise Mørch
Louise Pil Mørch (født 2. maj 1982) er en kvindelig dansk atlet, som konkurrerer indenfor mellemdistanceløb. Hun kommer fra Korsør AM men stiller nu op for Sparta Atletik.
Hun er tidligere nordisk mester i cross, og har deltaget ved EM i 3000 meter forhindringsløb, hvor hun sluttede som nummer 29. 
Hun besidder desuden den danske rekord på både 2000 meter forhindringsløb og 3000 meter forhindring i tiderne 6.33,81 min og 10.04,65 min. 